# Gertrud (Film)
Gertrud ist ein dänisches Filmdrama in Schwarzweiß aus dem Jahr 1964. Regie führte Carl Theodor Dreyer, der auch das Drehbuch verfasste. Es beruht auf dem gleichnamigen Bühnenstück des schwedischen Dramatikers Hjalmar Söderberg. Die Hauptrollen sind mit Nina Pens, Bendt Rothe, Ebbe Rode und Baard Owe besetzt. Seine Weltpremiere hatte der Film am 18. Dezember 1964 in Paris. In Dänemark kam er am 1. Januar 1965 ins Kino, in der Bundesrepublik Deutschland am 24. Januar 1969.

## Handlung
Der Film beschreibt im Rückblick das Leben einer unverstandenen Frau im Stockholm der Wendezeit vom 19. zum 20. Jahrhundert. Dabei spielten drei Männer eine wesentliche Rolle: der Dichter Gabriel Lidman, der Gertrud – nach ihren eigenen Worten – zur Frau machte; der Advokat Gustav Kanning, ihr Ehemann; dann der junge Komponist und Pianist Erland Jansson, dem sie sich zuwandte, nachdem ihr die Erfüllung in der Ehe versagt geblieben war. Zuletzt lebt sie – alt und einsam geworden – in einem einfachen Bauernhaus, weil jedes dieser Verhältnisse an der Unbedingtheit ihres Anspruchs scheiterte. „Die Liebe der Frau und die Arbeit des Mannes sind Feinde von Anfang an“, dieser Satz des Dichters Lidman war für Gertrud der Anlass, sich von ihrem Geliebten zu trennen. Dieser Satz könnte auch über ihrem ganzen Leben stehen; denn auch von ihrem Gatten erfuhr sie nicht die unbedingte Zuwendung, die sie suchte. Sie verließ ihn just zu einem Zeitpunkt, der ihm den Höhepunkt seiner beruflichen Laufbahn bescherte. Für den Künstler Erland Jansson schließlich bot Gertrud nur das pikante Abenteuer mit einer attraktiven Frau der großen Gesellschaft.

## Kritiken
Das Lexikon des internationalen Films zog folgendes Fazit: „In seinem verhaltenen Rhythmus und seinen streng komponierten, nahezu asketischen Bildern ein Drama von klassischem Format, im Umfeld der filmästhetischen Umbrüche der sechziger Jahre seinerzeit ein irritierender und anregender Anachronismus.“ Auch der Evangelische Filmbeobachter zeigte sich voll des Lobes: „Ein klassizistisch kühler Film, der streng und genau den Widerspruch zwischen menschlicher Natur und verabsolutierter gesellschaftlicher Ordnung beschreibt. Sehens- und empfehlenswert für Erwachsene.“

## Auszeichnung
1965 wurde Gertrud als bester dänischer Film mit dem Bodil-Preis ausgezeichnet.